# Hirtuleiodes caprellus
Hirtuleiodes caprellus is een insect uit de orde Phasmatodea en de  familie Phasmatidae. De wetenschappelijke naam van deze soort is voor het eerst voorgesteld als Phibalosoma caprella door John Obadiah Westwood in een publicatie uit 1859.
De soort komt voor in Brazilië.